# Čeněk z Vartenberka
Čeněk z Vartemberka (německy Vinzenz von Wartenberg, † 17. září 1425, hrad Veliš u Jičína) byl český šlechtic a politik sympatizující s husitským reformním hnutím. V letech 1414 až 1420 jako nejvyšší purkrabí zásadním způsobem ovlivňoval vývoj v Čechách. Ve 20. letech 15. století pak několikrát během probíhajícího vojenského konfliktu změnil stranu. Byl nositelem Zikmundova řádu zlatého draka.

## Do roku 1414
Patřil k veselské větvi panského rodu Vartenberků. Roku 1408 se oženil s Kateřinou z Landštejna. V letech 1408–1414 zastával dědičný dvorní úřad nejvyššího číšníka Českého království. V té době byl pánem města Jičína a hradu Veliše. V roce 1414 se stal nejvyšším purkrabím a tím i druhým nejvýznamnějším mužem v Českém království hned po panovníkovi. V této době výrazně ovlivňoval postoje ještě nezletilého Oldřicha z Rožmberka, jehož byl stanoveným poručníkem a správcem rožmberského majetku (od roku 1414, poté, co vyhrál ve sporu s Václavem IV., který dlouho preferoval Jana mladšího z Hradce).

## Do vypuknutí husitské revoluce vpozici nejvyššího purkrabího
Pravděpodobně už na jaře 1413 zprostředkoval Janu Husovi možnost pobývat na Kozím Hrádku u Sezimova Ústí, který vlastnili rožmberští klienti Jan z Kozího a Ctibor z Kozího. V roce 1415 se stal pravděpodobně hlavním iniciátorem protestního listu proti upálení Mistra Jana Husa. Tento list byl podepsán 452 českými a moravskými šlechtici, jeho pečeť byla na prvním místě. Dalším činem, kterým projevil své sympatie ke kališnictví, byl v roce 1417 únos Heřmana z Mindelheimu, titulárního biskupa nikopolského na svůj hrad Lipnici poté, co pražský arcibiskup Konrád z Vechty vyhlásil zákaz kalicha v celé diecézi. Heřman z Mindelheimu zde byl donucen světit kněze podobojí. V tentýž rok přikázal na rožmberských statcích podávat z kalicha. Svým politickým vlivem zaštiťoval aktivity pražského reformního kruhu a jako ochránce reformních univerzitních mistrů fungoval až do počátku 20. let 15. století.

## V letech 1419–1425
V roce 1419 se stal zemským spoluvladařem s Žofií Bavorskou vdovou po Václavu IV. Na podzim tohoto roku mu Zikmund Lucemburský ve snaze získat ho na svou stranu udělil Dračí řád a od prosince 1419 po příjezdu do Brna ho držel ve své blízkosti. Čeněk z Vartenberka se nakonec postavil do čela šlechty, která odmítla přijmout Zikmunda. Spolu s Oldřichem z Rožmberka signoval dokument, který v dubnu 1420 koloval po Praze, ve kterém byl Zikmundovi upírán český trůn, jeho nárok zde byl podmíněn volbou českými pány.
Když ale Zikmund Lucemburský s křižáckým vojskem přitáhl od Vratislavi k Praze, tak mu pravděpodobně pod vlivem Zikmundových úspěchů a také protože nesouhlasil se spoluprací pražských husitů s táborskými radikály, 7. května vydal Pražský hrad.
O rok později ovšem znovu přešel na stranu husitů, a to poté, co v květnu 1421 dobylo spojenecké vojsko pražanů a táborů Jaroměř. Poklekl před Janem Želivským a poprosil o odpuštění. Jako ještě kališnický šlechtic se zúčastnil čáslavského sněmu v červnu 1421 a o relativně silné pozici svědčí jeho jmenování do prozatímní vlády.

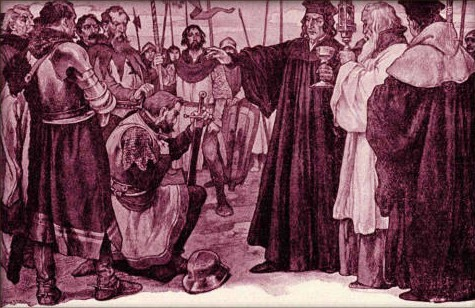
Věnceslav Černý: Čeněk z Vartenberka se smiřuje s pražany

Na počátku druhé křížové výpravy proti husitům vystoupil proti slezským oddílům, které v srpnu 1421 vpadly do severních Čech, ale když do Čech vpadlo i Zikmundovo vojsko, přešel v prosinci opět na stranu katolíků. Veřejně se v Jihlavě zřekl kalicha a přísahal Zikmundovi věrnost, na což reagoval Jan Žižka, který mu systematicky začal ničit jeho majetky; v dubnu 1423 byl Žižkou poražen v bitvě u Hořic. Jako katolík se zúčastnil svatohavelského sněmu a opět byl vybrán do zemské vlády. Zemřel po nakažení morovou nákazu 17. září 1425 na hradě Veliš, patrně opět jako kališník.

## Zajímavost
Uvažuje se o něm jako o potenciálním objednavateli tzv. Boskovické bible, která obsahuje druhý nejstarší český překlad Nového zákona (vznikla po roce 1415).